# Saint-Gervais (kaas)
De Saint-Gervais is een Franse kaas, afkomstig uit de buurt van Bagnols-sur-Cèze in de Gard.
De Saint-Gervais is een variëteit van de Pélardon, het geitenkaasje van de Cevennen. Het is een klein rond geitenkaasje, waarvan de smaak met de loop van de seizoenen flink kan verschillen.
De kaasjes kunnen vers gegeten worden (na 11 dagen rijpen), of
eerder gedroogd, dan wordt de korst donkerder, de kaasmassa steviger tot droog en de smaak voller.